# Mazo de Bres
Mazo de Bres (oficialmente y en asturiano: O Mazo de Bres) es una casería de la parroquia de Bres, concejo de Taramundi, en la comarca del Eo-Navia, Principado de Asturias, España.